# Nürken Mazbayev
Nürken Mazbayev (in kazako Нүркен Мазбаев?, in russo Нуркен Калдыбекович Мазбаев?, Nurken Kaldybekovič Mazbaev; Taraz, 4 luglio 1972) è un ex calciatore kazako, di ruolo attaccante.

## Palmarès

### Giocatore

#### Club
- Campionato kazako: 2

Taraz: 1996
Jeñis: 2000
- Coppa del Kazakistan: 2

Qaısar-Hurricane: 1998-1999
Taraz: 2004